# Amiral de Bretagne
La fonction d'amiral de Bretagne existe depuis l'époque du duché de Bretagne. Elle est supprimée en 1627.

## Liste des amiraux de Bretagne
| Dates | Titulaire               | Duc                   | Notes | Blason |
| ----- | ----------------------- | --------------------- | --- | ------ |
| 1320  | Geoffroi de La Lande    | Jean III le Bon       | D'argent, au chef endenché de gueules |        |
| 1352  | Baude Doria             | Jeanne de Flandre     | Coupé d'or et d'argent, à l'aigle de sable, membré de gueules D'une illustre famille génoise. |        |
| 1364  | Nicolas Bouchart        | Jean IV le Conquéreur | D'argent, à trois dauphins pâmés de sable Famille de Batz-sur-Mer. |        |
| 1397  | Étienne Goyon           | Jean IV le Conquéreur | D'or à deux fasces nouées de gueules, accompagnées de neuf merlettes de même en orle, 4. 2. 3 (Matignon) à la bordure d'azur |        |
| 1411  | Jean de Penhoët         | Jean V le Sage        | D'or, à la fasce de gueules |        |
| 1433  | Jean III du Quélennec   | Jean V le Sage        | D'hermine, au chef de gueules chargé de trois fleurs-de-lis d'or |        |
| 1484  | Jean IV du Quelennec    | François II           | D'hermine, au chef de gueules chargé de trois fleurs-de-lis d'or |        |
| 1491  | Louis de Rohan          | Anne                  | Sire de Ramefort, fils ainé de la Branche Guéménée et Écartelé en 1 et 4 de gueules aux chaînes d'or posées en orle, en croix et en sautoir, chargées en cœur d'une émeraude au nature, en 2 et 3 d'azur semé de fleurs de lys d'or à la bande componée d'argent et de gueules, sur le tout parti en 1 de gueules aux neuf macles d'or posées 3, 3 et 3, et en 2 d'hermine |        |
| 1498  | Jean IV de Chalon-Arlay | Anne                  | Écartelé, aux 1 et 4 de gueules, à la bande d'or (Chalon), et aux 2 et 3 d'or, au cor de chasse d'azur, virolé et lié de gueules (Orange) ; à l'écusson brochant sur le tout de cinq points d'or équipolés à quatre d'azur (Genève) |        |
| 1501  | Louis de La Tremoille   | Anne                  | D'or, au chevron de gueules, accompagné de trois aiglettes d'azur becquées et membrées de gueules |        |
| 1525  | Guy XVI de Laval        | François III          | D'or, à la croix de gueules, cantonnées de seize alérions d'azur, la croix chargé de cinq coquilles d'argent |        |
| 1525  | Philippe Chabot         | François III          | |        |
| 1531  | Jean de Laval           | François III          | D'or, à la croix de gueules, cantonnées de seize alérions d'azur, la croix chargé de cinq coquilles d'argent |        |